# Докузпаринское наибство
Докузпаринское наибство (с 1899 года Докузпаринский участок) — административная единица в составе Самурского округа Каспийской области, Дербентской губернии, Дагестанской области и Дагестанской АССР, существовавшая в 1839—1928 годах. Административный центр — село Мискинджа.

## Административное деление
Список сел, входивших в состав Докузпаринского наибства/участка.
1. Мискинджа
2. Усухчай (лезг.: Сугъ)
3. Северная Балуджа (Куру-кlун)
4. Южная Балуджа
5. Джаба (Чапе)
6. Северный Джиг-Джиг (Чихъисик)
7. Южный Джиг-Джиг
8. Северный Ихир (Игъир)
9. Южный Ихир
10. Каракюра (Курар)
11. Каладжух (Кlелет)
12. Куруш (Къуруш)
13. Мака (Макьа)
14. Микрах (Муграгъ)
15. Мичих (Мичагь)
16. Лыга-Пир-Кент (Лгар)
17. Теки-Пир-Кент
18. Ухул (Ыгыл)
19. Северный Филидзах (Филискъ)
20. Южный Филидзах
21. Северный Храх (Храх)
22. Южный Храх
23. Ялджиг (Ялцыгъ)
24. Комарован (Камарван)
25. Филя (Фил)
26. Гапцах (Гъапцагь)
27. Гоган (Гъугъан)
28. Кучун
29. Кама-Кучун
30. Ходжа-кент
31. Газарди-кам
32. Чахчах (Чахчал)

## История
В 1839 году после установления власти царской администрации в Самурской долине местные государственные образования были ликвидированы. Территория всей долины была включена в состав новообразованного Самурского округа. На месте прежних вольных обществ были образованы наибства в составе округа. Таким образом, на территории вольных обществ Докуз-пара, Алты-пара и Мискинджа было образовано Докузпаринское наибство. Этому событию предшествовало подавление Кубинского восстания 1837-1839 гг. Отважные горцы Докуз-пары и Алты-пары участвовали в восстании в общем союзе под руководством Магомед-бека Мискинджинского. В 1899 году административная единица была переименована в Докузпаринский участок. Согласно приказу по военно-народному управлению Кавказского края от 18 апреля 1901 годаза №19, восемь селений Кюринского округа , а именно: Филя, Гапцах, Гоган, Кучун, Кама-Кучун, Ходжа-кент, Газарди-кам и Чахчах были присоединены к Докузпаринскому участку Самурского округа, со ставкой начальника в сел. Мискинджа.

## Население
В 1886 году в наибстве проживало 24395 человек. Всё население было представлено лезгинами. Религиозный состав населения был однороден, жители наибства придерживались ислама суннитского толка и только Мискинджа - шиитского.
В 1886 году в административном центре наибства селе Мискинджа проживало 2834 человека.